# 幡野徹
幡野 徹（はたの とおる）は、日本の警察官僚。大分県警察本部長。

## 来歴
東京都出身。早稲田大学法学部を卒業後、2001年 (平成13年)、警察庁に入庁。
入庁後、鹿児島県警察本部刑事部捜査第二課長、警視庁刑事部捜査第二課管理官、警察庁刑事局捜査第二課理事官、警察庁長官官房人事課監察官などを歴任。
2023年7月3日、警視庁警務部参事官兼人事第一課長事務取扱に就任。
2025年1月31日、大分県警察本部長に就任。就任会見で「この地で暮らす人、訪れる人の安全安心を確保するために全力を尽くしたい」と抱負を語った。

## 略歴
- 2001年4月-   警察庁入庁[7]
- 2004年9月-   警視庁上野警察署生活安全課課長代理[7]
- 2007年
  - 4月-   内閣官房副長官補付[7]
  - 8月    鹿児島県警察本部刑事部捜査第二課長[8]
- 2009年8月-   警視庁刑事部捜査第二課管理官(第四知能犯捜査)[9]
- 2011年2月-   警察庁刑事局捜査第二課課長補佐[7]
- 2012年8月-   警察庁長官官房総務課広報室課長補佐[7]
- 2018年8月-   警察庁刑事局捜査第二課理事官[10]
- 2019年9月-   警察庁長官官房企画官兼刑事局組織犯罪対策部組織犯罪対策企画課理事官[11]
- 2022年4月-   警察庁長官官房人事課監察官[12] (2023年3月24日付で任警視長[13])
- 2023年7月-   警視庁警務部参事官兼人事第一課長事務取扱[6]
- 2025年1月-   大分県警察本部長[1][2][3][4][5]